# せぶん (ラジオDJ)
せぶんは、関西で活動していたラジオDJである。2012年12月末で所属事務所（パートナーズ･プロ）を離れている。

## 人物
- 出身校：放送芸術学院 DJ＆アナウンス科。
- 同期：放送芸術学院 DJ＆アナウンス科では、ラジオDJ高橋春美、大西結とは、同期で親しい仲である。

## 過去の出演番組
FMちゃお
- ななころびやおき（月曜 20:10 - 20:30）（2011年4月5日 - 2012年3月26日）

FM OSAKA
- ラジオ@（2009年10月7日 - 2010年3月31日）

FM COCOLO
- ナイトミュージックエキスポ（コーナーDJ）

FMハイホー
- エンジョブ